# Iltuganowo
Iltuganowo (ros. Ильтуганово) – wieś (sieło) w Rosji, w Baszkortostanie, w rejonie karmaskalińskim. W 2010 liczyła 428 mieszkańców, zarówno Tatarów jak i Baszkirów.